# Duane Washington (2000)
Duane Eddy Washington Jr. (Francoforte sul Meno, 24 marzo 2000) è un cestista tedesco con cittadinanza statunitense, professionista nella NBA e in Europa.

## Biografia
È il figlio di Duane Washington e il nipote di Derek Fisher, a loro volta cestisti.

## Statistiche

### NCAA
| Anno      | Squadra             | PG | PT | MP   | TC%  | 3P%  | TL%  | RP  | AP  | PRP | SP  | PP   |
| --------- | ------------------- | -- | -- | ---- | ---- | ---- | ---- | --- | --- | --- | --- | ---- |
| 2018-2019 | Ohio State Buckeyes | 35 | 2  | 17,2 | 37,0 | 30,6 | 64,7 | 2,5 | 1,1 | 0,3 | 0,0 | 7,0  |
| 2019-2020 | Ohio State Buckeyes | 28 | 15 | 24,9 | 40,3 | 39,3 | 83,3 | 2,8 | 1,4 | 0,4 | 0,1 | 11,5 |
| 2020-2021 | Ohio State Buckeyes | 31 | 31 | 32,2 | 41,0 | 37,4 | 83,5 | 3,4 | 2,9 | 0,4 | 0,0 | 16,4 |
| Carriera  | Carriera            | 94 | 48 | 24,4 | 39,7 | 36,1 | 80,0 | 2,9 | 1,8 | 0,4 | 0,0 | 11,4 |

#### Massimi in carriera
- Massimo di punti: 32 vs Illinois-Urbana-Champaign (14 marzo 2021)[2]
- Massimo di rimbalzi: 10 vs Oral Roberts (19 marzo 2021)
- Massimo di assist: 6 (4 volte)
- Massimo di palle rubate: 2 (5 volte)
- Massimo di stoppate: 1 (3 volte)
- Massimo di minuti giocati: 43 vs Oral Roberts (19 marzo 2021)

### NBA

#### Regular Season
| Anno      | Squadra        | PG | PT | MP   | TC%  | 3P%  | TL%  | RP  | AP  | PRP | SP  | PP  |
| --------- | -------------- | -- | -- | ---- | ---- | ---- | ---- | --- | --- | --- | --- | --- |
| 2021-2022 | Indiana Pacers | 48 | 7  | 20,2 | 40,5 | 37,7 | 75,4 | 1,7 | 1,8 | 0,5 | 0,1 | 9,9 |
| 2022-2023 | Phoenix Suns   | 31 | 3  | 12,7 | 36,7 | 36,0 | 66,7 | 1,2 | 2,0 | 0,2 | 0,1 | 7,9 |
| Carriera  | Carriera       | 79 | 10 | 17,2 | 39,1 | 37,1 | 72,9 | 1,5 | 1,9 | 0,4 | 0,1 | 9,1 |

#### Massimi in carriera
- Massimo di punti: 26 vs Memphis Grizzlies (27 dicembre 2022)[3]
- Massimo di rimbalzi: 7 vs Chicago Bulls (4 febbraio 2022)
- Massimo di assist: 8 vs Memphis Grizzlies (27 dicembre 2022)
- Massimo di palle rubate: 3 vs Atlanta Hawks (8 febbraio 2022)
- Massimo di stoppate: 2 vs Denver Nuggets (11 gennaio 2023)
- Massimo di minuti giocati: 37 vs Brooklyn Nets (5 gennaio 2022)

## Palmarès

### Squadra
- Campionato serbo: 1

Partizan: 2024-25
- Lega Adriatica: 1

Partizan: 2024-25

### Individuale
- KLS MVP finali: 1

Partizan: 2024-25